# استان اوروبامبا
استان اوروبامبا (به اسپانیایی: Provincia de Urubamba) یک استان در پرو است که در منطقه کوسکو واقع شده‌است. استان اوروبامبا ۱٬۴۳۹٫۴ کیلومتر مربع مساحت و ۶۰٬۷۳۹ نفر جمعیت دارد.